# Carex densinervosa
Carex densinervosa är en halvgräsart som beskrevs av Emilio Chiovenda. Carex densinervosa ingår i släktet starrar, och familjen halvgräs.
Artens utbredningsområde är Etiopien. Inga underarter finns listade i Catalogue of Life.